# ITF Junior Masters
O ITF Junior Masters é um torneio individual de final de ano para os melhores tenistas até 18 anos no ITF Junior Circuit (ITF Junior World Ranking). É o segundo evento anual júnior de maior prestígio em termos de pontos atribuídos no ranking, depois dos quatro grand slams júnior. A cada ano, oito meninos e oito meninas participam de eventos separados. O torneio é projetado para emular a ATP Finals e a WTA Finals. Cada evento apresenta dois grupos round-robin disputando vagas nas rodadas eliminatórias que determinam o campeão.
É jogado ao ar livre em superfície dura desde a primeira edição.

## Histórico
O ITF Junior Masters foi criado em 2015 e é realizado anualmente em Chengdu, na China. As duas primeiras edições foram realizadas como exibições. A edição de 2017 da competição foi a primeira a ser realizada no final do ano. A ITF começou a atribuir pontos de classificação aos participantes em 2017, e o sistema de pontos atual começou em 2018.

## Formato
Em 2015 e 2016 foi um torneio eliminatório (QF-SF-F). Os perdedores jogaram partidas de classificação: play-off do 3º lugar e play-off do 5º ao 8º.
Em 2017, o formato foi alterado. Os eventos masculinos e femininos consistem, cada um, em dois grupos round-robin de quatro jogadores. Os dois primeiros colocados de cada grupo se classificam para a chave eliminatória do campeonato. Os dois últimos colocados se classificam para a chave eliminatória do 5º ao 8º lugar. Em cada chave, um dos finalistas de classificação mais alta do estágio round-robin joga com o finalista de classificação mais baixa do grupo oposto. Os vencedores das primeiras partidas eliminatórias na chave do campeonato jogam pelo título, enquanto os vencedores das primeiras partidas eliminatórias na chave do 5º ao 8º lugar jogam pelo 5º lugar. Também há disputas de 3º e 7º lugares para os perdedores das primeiras eliminatórias. Todas essas partidas finais concedem pontos de classificação júnior da ITF aos vencedores da seguinte forma:
| Posição final | 1º  | 2º  | 3º  | 4º  | 5º  | 6º  | 7º  | 8º  |
| Pontos        | 750 | 450 | 320 | 220 | 165 | 145 | 125 | 105 |

## Qualificação
Os sete primeiros meninos e meninas no ranking júnior da ITF se qualificam automaticamente para o torneio. A vaga final em cada evento é reservada ao júnior chinês melhor classificado, desde que esteja classificado entre os 25 primeiros. Se não houver tal jogador ou se já houver um jogador chinês que se classificou em uma das sete primeiras posições, a vaga vai para o oitavo colocado. A data para os rankings utilizados é imediatamente após a conclusão do US Open em setembro. Assim, esses rankings incorporam os resultados de todos os torneios desde então, mas não incluindo o US Open do ano anterior. Além disso, os jogadores não devem completar 19 anos até janeiro seguinte ao torneio para serem elegíveis (ou seja, o evento de 2018 é para jogadores nascidos em 2000 ou depois).

## Prêmio em dinheiro
Não há premiação em dinheiro para os jogadores, visto que ainda são juniores. No entanto, existem bolsas de viagem para participação no torneio que são concedidas com base no desempenho do jogador no evento. Eles variam de US$ 7.000 a US$ 15.000.

## Lista de finais e participantes

### Masculino
| Local   | Ano  | Campeão                   | Finalista       | Placar             | 3º lugar                   | 4º lugar           | 5º lugar          | 6º lugar                | 7º lugar        | 8º lugar       |
| ------- | ---- | ------------------------- | --------------- | ------------------ | -------------------------- | ------------------ | ----------------- | ----------------------- | --------------- | -------------- |
| Chengdu | 2015 | Andrey Rublev             | Taylor Fritz    | 6–7(2–7), 6–3, 6–4 | Lee Duck-hee               | Orlando Luz        | Chung Yun-seong   | Michael Mmoh            | Marcelo Zormann | Jaume Munar    |
| Chengdu | 2016 | Hong Seong-chan           | Casper Ruud     | 7–5, 6–3           | Marcelo Tomás Barrios Vera | Miomir Kecmanović  | William Blumberg  | Álvaro López San Martín | Orlando Luz     | Lý Hoàng Nam   |
| Chengdu | 2017 | Emil Ruusuvuori           | Wu Yibing       | 3–6, 6–1, 7–6(7–4) | Axel Geller                | Sebastián Báez     | Marko Miladinović | Jurij Rodionov          | Hsu Yu-hsiou    | Trent Bryde    |
| Chengdu | 2018 | Brandon Nakashima         | Tseng Chun-hsin | 6–2, 6–1           | Adrian Andreev             | Hugo Gaston        | Lorenzo Musetti   | Nicolás Mejía           | Sebastián Báez  | Mu Tao         |
| Chengdu | 2019 | Holger Vitus Nødskov Rune | Harold Mayot    | 7–6(7–3), 4–6, 6–2 | Valentin Royer             | Shintaro Mochizuki | Jonáš Forejtek    | Thiago Agustín Tirante  | Liam Draxl      | Bu Yunchaokete |

### Feminino
| Local   | Ano  | Campeão       | Finalista                   | Placar                  | 3º lugar                     | 4º lugar             | 5º lugar                    | 6º lugar          | 7º lugar              | 8º lugar             |
| ------- | ---- | ------------- | --------------------------- | ----------------------- | ---------------------------- | -------------------- | --------------------------- | ----------------- | --------------------- | -------------------- |
| Chengdu | 2015 | Xu Shilin     | Kristína Schmiedlová        | 6–4, 6–2                | Iryna Shymanovich            | Jil Teichmann        | Aliona Bolsova Zadoinov     | Jeļena Ostapenko  | Elena-Gabriela Ruse   | Markéta Vondroušová  |
| Chengdu | 2016 | Anna Blinkova | Katie Swan                  | 6–4, 6–7(1–7), 7–6(7–4) | Charlotte Robillard-Millette | Kayla Day            | Tereza Mihalíková           | Sofia Kenin       | Usue Maitane Arconada | Miriam Kolodziejová  |
| Chengdu | 2017 | Marta Kostyuk | Kaja Juvan                  | 6–4, 6–3                | Whitney Osuigwe              | María Lourdes Carlé  | María Camila Osorio Serrano | Wang Xinyu        | Elena Rybakina        | Sofia Sewing         |
| Chengdu | 2018 | Clara Burel   | María Camila Osorio Serrano | 7–6(8–6), 6–1           | Clara Tauson                 | Liang En-shuo        | Leylah Annie Fernandez      | Eléonora Molinaro | Wang Xinyu Wang Xiyu  | Wang Xinyu Wang Xiyu |
| Chengdu | 2019 | Diane Parry   | Daria Snigur                | 6–1, 6–4                | Elsa Jacquemot               | Hurricane Tyra Black | Natsumi Kawaguchi           | Zheng Qinwen      | Oksana Selekhmeteva   | Kamilla Bartone      |